# Drumcliffe (Church of Ireland)
Drumcliffe, officieel Drumcliff Union, is een parochie van de Church of Ireland in County Clare, Ierland. Tegenwoordig bestrijkt de parochie het gehele westelijke deel van county Clare, van Newmarket-on-Fergus tot Loop Head in het westen en de Baai van Galway in het noorden. De voornaamste plaatsen binnen de parochie zijn Ennis, Shannon en Kilrush. De parochie is onderdeel van het Bisdom Limerick en Killaloe.

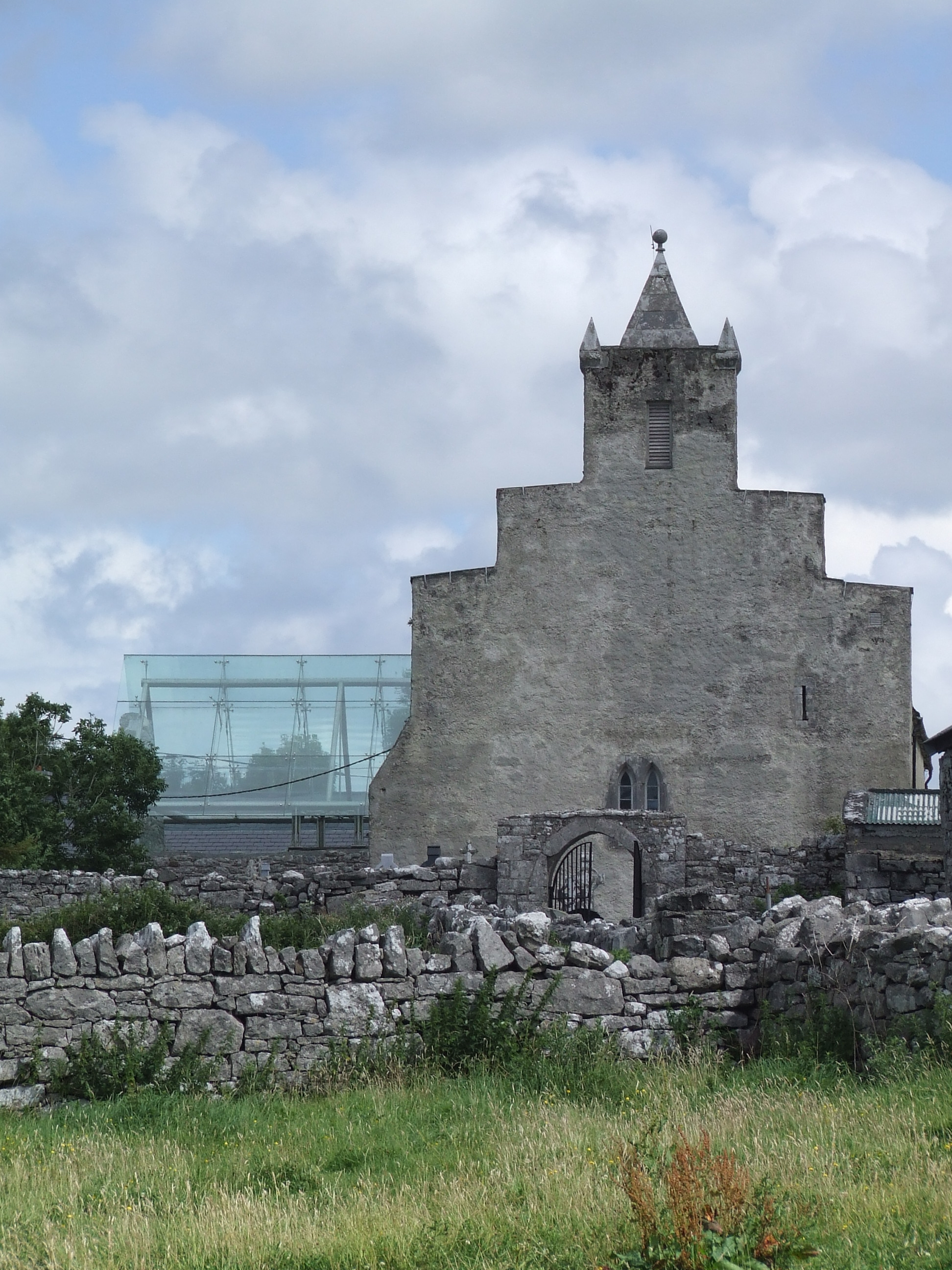
Kathedrale kerk van het Bisdom Kilfenora, deels een ruïne. Het noordelijke transept is in 2005 voorzien van een glazen dak teneinde de daar bewaarde zeer oude Keltische kruizen te beschermen.

De parochie is een bundeling van de voormalige parochies Drumcliffe (Ennis, St. Columba Kerk, hoofdkerk van de parochie), Kilfarboy (Miltown Malbay, Christ Church in Spanish Point), Kilfenora (Kilfenora, Kathedraal van Kilfenora), Kilfieragh (Kilkee, St. James Kerk) en Kilnasoolagh (Newmarket-on-Fergus).
Van oorsprong omvatte de parochie alleen de middeleeuwse (Katholieke) parochie Drumcliffe, welke door de Reformatie omgevormd werd tot een protestantse parochie. Deze parochie omvatte de omgeving van Ennis en Inch. Na de onafhankelijkheid van Ierland trokken veel protestanten weg richting Groot-Brittannië en de steden waardoor samenvoeging van de plattelandsparochies noodzakelijk werd.
De huidige puur religieuze parochies zijn de schamele overblijfselen van de "Civil parish of the Established Church", ooit de kleinste administratieve eenheid van de overheid. Deze parochies waren ontstaan door de overname van de middeleeuwse katholieke parochies ten tijde van de reformatie. De civiele parochies waren onder meer verantwoordelijk voor het onderhoud van wegen, onderwijs en de zorg voor de ouderen, zieken en wezen. Dit werd betaald uit een parochiële belasting, de zogeheten "cess", die aan alle inwonenden werd opgelegd, onafhankelijk van geloof. De leiding van de parochie en daarmee de zorg voor ouderen, zieken en wezen alsmede het wegenonderhoud en onderwijs, was volledig in handen van Protestantse landheren en geestelijkheid. Na de invoering van de "Church Temporalities Act (1833) verloren de parochies hun civiele rol.